# Плессен, Карл Адольф фон
Карл Адольф фон Плессен (дат. Carl Adolph von Plessen; 18 марта 1678, Шверин — 30 января 1758, Копенгаген) — датский государственный и политический деятель.

## Биография
Представитель старинного дворянского рода фон Плессен из Мекленбурга, известного с 1097 года. Сын государственного, политического и дипломатического деятеля Кристиана Зигфрида фон Плессена. Брат политика Кристиана фон Плессена.
Образование получил в Лейденском и Утрехтском университетах. В студенческие годы подружился с наследником престола, Карлом Датским, сыном Кристиана V и Шарлотты Амалии Гессен-Кассельской. В 1696—1699 годах сопутствовал ему в зарубежной поездке. После был назначен гофмаршалом принца, со временем стал его незаменимым другом, на которого имел огромное влияние, и находился на этом посту до смерти принца в 1729 году. Поддерживал дружбу также с сестрой принца Софией Гедвигой Датской и после смерти Карла стал гофмаршалом её двора.
Играл важную роль вначале правления короля Кристиана VI, был тайным советником и членом королевского совета Дании с 1721 по 1733 год, служил казначеем жены наследника престола.
Позже, однако, потерял благосклонность двора и ушёл в отставку в 1733 году.
После безуспешных попыток вернуться к королевскому двору Фредерика V состоял на службе у Софии Гедвиги Датской. Официально София Гедвига была незамужней, но ходили слухи, что она заключила тайный брак со своим слугой Карлом Адольфом фон Плессеном.
К. фон Плессен был основным акционером Датской азиатской компании, которая вела торговлю с Индией и Китаем и Датской Вест-Индской компании. Был президентом Датской Вест-Индской компании и инициатором покупки острова Санта-Крус у Франции в 1733 году, расширив таким образом свои Вест-Индские территории. Поддерживал финансами первую организованную миссионерскую деятельность в Африку для просвещения африканцев.
Владел рядом поместий в Дании и Датской Вест-Индии. Основал 16 государственных школ в своих владениях и лично интересовался надзором за их деятельностью.

## Награды
- Орден Данеброг (1708)
- Орден Слона (1730)
- Орден Совершенного согласия (1733)